# Otto Feger
Otto Feger (* 10. November 1905 in Mülhausen im Elsass; † 26. April 1968 in Konstanz) war ein deutscher Archivar und Historiker.

Otto Feger wurde als Sohn eines Lokomotivführers geboren und studierte Jura an den Universitäten Freiburg i. Ue. und Berlin. In Berlin schloss er sich 1927 dem Kreis um Carl Sonnenschein an. Im Jahr 1928 wurde er an der Universität Freiburg im Üechtland zum Doktor der Rechte promoviert. Von 1929 bis 1933 war er als juristischer Angestellter, Nebenstellenleiter bzw. Abteilungsleiter bei den Arbeitsämtern Stuttgart, Heppenheim, Singen und Bad Mergentheim tätig.
1932 ließ er sich als Kandidat der Zentrumspartei für die Wahlen zum Hessischen Landtag aufstellen. Im Jahre 1933 wurde er aus der Verwaltung entlassen, war 1934 bis 1935 als selbständiger Wirtschafts- und Steuersachverständiger in Rheinfelden tätig und betrieb ab 1934 mit seiner Ehefrau zwei Kinos in Rheinfelden und Wehr.
Ab 1935 studierte er Geschichte an der Universität Freiburg i. Br. Feger wurde in seinem wissenschaftlichen Werdegang wesentlich von Theodor Mayer und Franz Beyerle geprägt. Im Jahr 1941 wurde er bei Clemens Bauer zum Dr. phil. promoviert. Von 1939 bis 1945 leistete er Kriegsdienst bei der Wehrmacht, ab 1942 arbeitete er in Rom als Dolmetscher für die Wehrmacht. 
Von 1945 bis zu seiner Pensionierung 1965 leitete er das Stadtarchiv Konstanz. Sein Nachfolger im Konstanzer Stadtarchiv wurde Helmut Maurer. 
Feger war Mitglied der CDU. Er erhielt 1965 den Bodensee-Literaturpreis der Stadt Überlingen.

## Schriften (Auswahl)
Während wissenschaftlich seine dreibändige Geschichte des Bodenseeraums als sein bedeutendstes Werk gelten kann, erreichte seine Programmschrift Schwäbisch-alemannische Demokratie (1946), die für einen Alemannenstaat im deutschen Südwesten plädierte, ein breiteres Publikum.
- Schwäbisch-Alemannische Demokratie. Aufruf und Programm. Weller, Konstanz 1946 (2. Aufl. 1947).